# Antoine Risso
Antonio Giuseppe Risso, francesizzato in Antoine Joseph Risso (Nizza, 7 agosto 1777 – Nizza, 25 agosto 1845), è stato un naturalista italiano.
Si appassionò precocemente alla storia naturale seguendo i corsi di Giovanni Battista Balbis (1765-1831) ed entrando a dodici anni come apprendista in una farmacia.

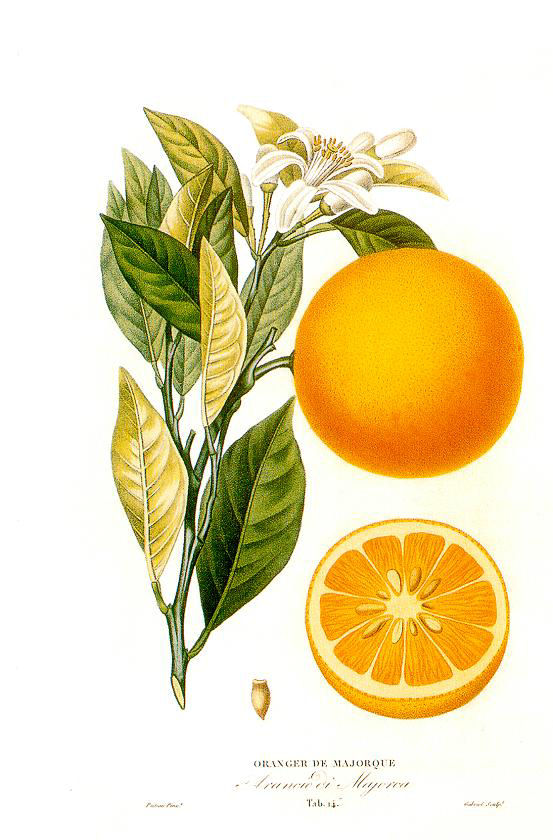
Citrus sinensis
Illustrazione tratta da
Histoire naturelle des orangers

Lavorò nell'ospedale di Nizza, diventando giardiniere capo della scuola centrale degli Alpi Marittime, nel 1801 fu nominato professore di botanica al liceo imperiale, l'attuale liceo Massena, e alla scuola preparatoria di medicina, occupandosi anche dell'orto botanico della città interessandosi nelle varie branche della storia naturale.
Pubblicò nel 1810 un buono studio della fauna di Nizza, Ichthyologie de Nice, ampliata nel 1826 in una Histoire naturelle de l'Europe méridionale. Scopre una cinquantina di specie alle quali diede i nomi di nizzardi celebri.
Insieme a Poiteau lavorò ad una Histoire naturelle des orangers, con 109 tavole a colori, pubblicata a Parigi nel (1818-1820).
Fu membro di un gran numero di accademie internazionali: Parigi, Torino, Londra, Basilea, Filadelfia.
Oggi una scuola ed un collegio portano il suo nome a Nizza.

## Opere
- Ichthyologie de Nice (1810).
- Histoire naturelle des orangers, con 109 tavole a colori, insieme a Poiteau. Paris, (1818-1820).
- Histoire naturelle de l'Europe méridionale (1826).